# Szermierka na Letnich Igrzyskach Olimpijskich 2008
Szermierka na XXIX Letnich Igrzyskach Olimpijskich w Pekinie była rozgrywana od 9 do 17 sierpnia. Zawody odbyły się w Pekińskiej Hali Szermierczej.

## Klasyfikacja medalowa
| Lp. | Państwo           | złoto | srebro | brąz | Razem |
| --- | ----------------- | ----- | ------ | ---- | ----- |
| 1   | Francja           | 2     | 2      | 0    | 4     |
| 2   | Włochy            | 2     | 0      | 5    | 7     |
| 3   | Niemcy            | 2     | 0      | 0    | 2     |
| 4   | Stany Zjednoczone | 1     | 3      | 2    | 6     |
| 5   | Chiny             | 1     | 1      | 0    | 2     |
| 6   | Ukraina           | 1     | 0      | 0    | 1     |
| -   | Rosja             | 1     | 0      | 0    | 1     |
| 8   | Rumunia           | 0     | 1      | 1    | 2     |
| 9   | Korea Południowa  | 0     | 1      | 0    | 1     |
| -   | Japonia           | 0     | 1      | 0    | 1     |
| -   | Polska            | 0     | 1      | 0    | 1     |
| 12  | Hiszpania         | 0     | 0      | 1    | 1     |
| -   | Węgry             | 0     | 0      | 1    | 1     |

## Polacy
Wśród 234 szermierzy z 45 krajów było 11 Polaków.
| Kobiety Sylwia Gruchała – floret indywidualnie i drużynowo Bogna Jóźwiak – szabla indywidualnie i drużynowo Magdalena Mroczkiewicz – floret indywidualnie i drużynowo Aleksandra Socha – szabla indywidualnie i drużynowo Irena Więckowska – szabla indywidualnie i drużynowo Małgorzata Wojtkowiak – floret indywidualnie i drużynowo | Mężczyźni Marcin Koniusz – szabla indywidualnie Sławomir Mocek – floret indywidualnie Tomasz Motyka – szpada indywidualnie i drużynowo Adam Wiercioch – szpada indywidualnie i drużynowo Radosław Zawrotniak – szpada indywidualnie i drużynowo |

## Medaliści

### Mężczyźni
| Złoto                                                     | Srebro                                                                            | Brąz                                                                           |
| Floret (indywidualnie)                                    |                                                                                   |                                                                                |
| Benjamin Kleibrink                                        | Yūki Ōta                                                                          | Salvatore Sanzo                                                                |
| Szpada (indywidualnie, drużynowo)                         |                                                                                   |                                                                                |
| Matteo Tagliariol                                         | Fabrice Jeannet                                                                   | José Luis Abajo                                                                |
| Francja Fabrice Jeannet · Jérôme Jeannet · Ulrich Robeiri | Polska Robert Andrzejuk · Tomasz Motyka · Adam Wiercioch · Radosław Zawrotniak    | Włochy Diego Confalonieri · Alfredo Rota · Matteo Tagliariol · Stefano Carozzo |
| Szabla (indywidualnie, drużynowo)                         |                                                                                   |                                                                                |
| Zhong Man                                                 | Nicolas Lopez                                                                     | Mihai Covaliu                                                                  |
| Francja Nicolas Lopez · Julien Pillet · Boris Sanson      | Stany Zjednoczone Timothy Morehouse · Jason Rogers · Keeth Smart · James Williams | Włochy Aldo Montano · Diego Occhiuzzi · Giampiero Pastore · Luigi Tarantino    |

### Kobiety
| Złoto                                                                              | Srebro                                                       | Brąz                                                                                   |
| Floret (indywidualnie, drużynowo)                                                  |                                                              |                                                                                        |
| Valentina Vezzali                                                                  | Nam Hyun-hee                                                 | Margherita Granbassi                                                                   |
| Rosja Swietłana Bojko · Jewgienija Łamonowa · Wiktorija Nikiszyna · Aida Szanajewa | Stany Zjednoczone Emily Cross · Erinn Smart · Hanna Thompson | Włochy Margherita Granbassi · Ilaria Salvatori · Giovanna Trillini · Valentina Vezzali |
| Szpada (indywidualnie)                                                             |                                                              |                                                                                        |
| Britta Heidemann                                                                   | Ana Maria Brânză                                             | Ildikó Mincza-Nébald                                                                   |
| Szabla (indywidualnie, drużynowo)                                                  |                                                              |                                                                                        |
| Mariel Zagunis                                                                     | Sada Jacobson                                                | Rebecca Ward                                                                           |
| Ukraina Olha Żownir · Olha Charłan · Hałyna Pundyk · Ołena Chomrowa                | Chiny Bao Yingying · Huang Haiyang · Ni Hong · Tan Xue       | Stany Zjednoczone Sada Jacobson · Rebecca Ward · Mariel Zagunis                        |